# Archidiecezja Natalu
Archidiecezja Natal (łac. Archidioecesis Natalensis) – archidiecezja Kościoła rzymskokatolickiego w Brazylii. Należy do metropolii Natal wchodzi w skład regionu kościelnego Nordeste II. Została erygowana przez papieża Piusa X bullą Apostolicam in singulis w dniu 29 grudnia 1909.
16 lutego 1952 papież Pius XII utworzył metropolię Natalu podnosząc diecezję do rangi archidiecezji.